# Iraq ai Giochi della XVII Olimpiade
L'Iraq partecipò ai Giochi della XVII Olimpiade che si sono svolti a Roma dal 25 agosto all'11 settembre 1960, con una delegazione di 21 atleti impegnati in cinque discipline per un totale di 23 competizioni.
Alla sua seconda partecipazione ai Giochi, l'Iraq conquistò la prima e (a tutto il 2012) unica medaglia olimpica della sua storia: un bronzo nel sollevamento pesi.

## Medaglie
| Medaglia | Atleta           | Sport             | Evento       |
| -------- | ---------------- | ----------------- | ------------ |
| Bronzo   | Abdul Wahid Aziz | Sollevamento pesi | Pesi leggeri |